# Jeff Stearns
Jeff Stearns   (Jacksonville, 13 d'abril de 1977) és un actor, guionista i productor de televisió estatunidenc.
Es va incorporar a la sèrie de televisió Pacific Blue en la tercera temporada amb el paper de Russ Granger. El 2003 va protagonitzar la pel·lícula Fighting Words, a més d'aparèixer a Fire Over Afghanistan. Després, va deixar en segon pla la interpretació i va passar a treballar en el guionatge i la producció televisiva. El 2020, va coproduir el film Blood and Money amb Suza Horvat.